# Petroleuciscus smyrnaeus
Petroleuciscus smyrnaeus é uma espécie de peixe actinopterígeo da família Cyprinidae.
Pode ser encontrada nos seguintes países: Grécia e Turquia.
Os seus habitats naturais são: rios.
Está ameaçada por perda de habitat.